# 蔵本康文
蔵本 康文（くらもと やすふみ、1975年9月1日 - ）は、日本の俳優。千葉県出身。

## 人物
- 劇団俳優座演技研究所13期生（2021年退団）
- 株式会社髙杉企画　2021年9月～2023年4月
- 2023年5月に株式会社髙杉企画がSTRAIGHT entertainmentと合併したため現在はSTRAIGHT entertainmentに所属している。
- 趣味・特技　野球

## 出演作品

### 俳優座公演
- 2004年「僕の東京日記」（地方）
- 2004年「足摺岬」
- 2005年「しとやかな獣」（シアターX）
- 2005年「三文オペラ」（紀伊国屋サザンシアター）
- 2006年「野火」（俳優座稽古場）脚本･演出：鐘下辰男
- 2006年「主人は浮気なテロリスト!?」（俳優座稽古場）
- 2006年「不寝番」（俳優座稽古場）
- 2006年「足摺岬」（地方）
- 2007年「リビエールの夏の祭り」（俳優座劇場）
- 2007年「地獄の神」（俳優座稽古場）
- 2009年「リビエールの夏の祭り」（俳優座劇場）
- 2009年「nine」（シアターX）
- 2009年「蟹工船」（俳優座劇場）
- 2009年「夏光線」（俳優座稽古場）
- 2010年「心の止り」（シアターX）
- 2010年「ブレーメンの自由」（俳優座稽古場）
- 2010年「沈黙亭のあかり」（紀伊國屋ホール）
- 2010年「どん底」（紀伊國屋サザンシアター）
- 2011年「ある馬の物語」（あうるすぽっと）演出：眞鍋卓嗣
- 2011年「妻の家族」（俳優座稽古場）
- 2011年「リビエールの夏の祭り」（地方）演出：中野誠也
- 2011年「リア王」（俳優座劇場）演出：安川修一
- 2012年「いのちの渚」（俳優座劇場）演出：落合真奈美
- 2012年「沈黙亭のあかり」（地方）作：山田太一、演出：中野誠也
- 2012年「パックオブライズ」（俳優座稽古場）演出：森一
- 2013年「三人姉妹」（俳優座稽古場）演出：森一
- 2014年「クレアモントホテル」（俳優座稽古場）演出：森一
- 2014年「七人の墓友」（紀伊国屋ホール）演出：佐藤徹也
- 2014年「東海道四谷怪談」（俳優座劇場）演出：安川修一
- 2015年「巨人伝説」（俳優座劇場）演出：眞鍋卓嗣
- 2016年「反応工程」（紀伊国屋ホール）演出：小笠原響
- 2017年「七人の墓友」（地方）演出：佐藤徹也
- 2018年「いつもいつも君を憶ふ」（俳優座劇場）作：山谷典子、演出：深作健太
- 2019年「七人の墓友」（地方）演出：佐藤徹也

### 外部出演
- 2007年 俳優座劇場プロデュース「ボールは高く雲に入り」（俳優座劇場）
- 2008年 パン・プランニング「セレブ気どり」（シアター1010）
- 2008年 前進座「法然と親鸞」（地方）
- 2011年 花組芝居「六人のへそ曲がり」（劇小劇場）
- 2013年「みすゞちゃん」（下北沢楽園）

### 映画
- 2001年「伊能忠敬-子午線の夢-」
- 2016年「太陽の蓋」
- 2024年「カオルの葬式」[1]

### テレビドラマ
- 2011年 TBS 月曜ミステリー劇場「東京地検特捜部・教授検事」
- 2011年 TBS 月曜ミステリー劇場「冤罪Ⅳ」 - 横井克己 役
- 2012年 TX 水曜ミステリー9「刑事の証明2」 - 石上秀夫 役
- 2013年・2015年 TX 水曜ミステリー9「刑事の証明6・9」 - 磯部正昭 役
- 2013年-2015年 TBS 月曜ゴールデン「魔性の群像1-3」- 横尾隆二 役
- 2013年 TBS 月曜ゴールデン「特捜弁護士・橘竜太郎―雪冤の旅―」 - 中山宗雄 役
- 2015年 テレビ東京 孤独のグルメ Season5 第9話 （11月28日） - 漁師客 役
- 2015年 AX 土曜ワイド劇場「新・ヤメ検の女」 - 「クレオパトラ」会員 役
- 2015年 NHK 連続テレビ小説「まれ」
- 2016年 TX「昼のセント酒」
- 2017年 NHK大河ドラマ「おんな城主 直虎」 - 弥吉 役
- 2019年 NHK大河ドラマ「いだてん〜東京オリムピック噺〜」
- 2021年 NHK大河ドラマ「青天を衝け」
- 2025年 NHK大河ドラマ「べらぼう〜蔦重栄華乃夢噺〜」 - 斎藤茂右衛門 役

### CM
- 2015年 サントリー「BOSS」
- 2015年 NTT東日本「フレッツ光」
- 2015年 ユニットコム「ピコレッタ」

### 動画
- 2013年 警視庁「そのひと言が分かれ道」

### MV
- 2012年 泉沙世子「スクランブル」（キングレコード）